# Crime District
Crime District est une chaîne de télévision émettant à partir du Luxembourg consacrée aux faits divers et aux enquêtes criminelles. Reconstitutions, reportages en immersion aux côtés des forces de l’ordre, témoignages de victimes et analyses d’experts, Crime District  propose une sélection de programmes inédits pour mieux comprendre les affaires criminelles. Elle appartient à Mediawan Thematics via sa filiale Mediawan LUX S.A..

## Histoire
Crime District commence sa diffusion le 11 février 2016 en exclusivité sur le bouquet La TV d'Orange, puis arrive pendant le même mois sur Bouygues Telecom. La chaîne est diffusée sur Bis Télévisions depuis le 6 décembre 2016 ainsi que sur Molotov TV. Depuis le 15 décembre 2016, elle est diffusée en Suisse dans l'offre Swisscom TV. Elle est également disponible en Belgique sur Proximus Pickx depuis le 1er octobre 2017.
Crime District remplace, à partir du 1er août 2018 sur les bouquets Freebox TV, la chaine Polar.
En 2022, Crime District bénéficie d'une diffusion en clair sur le bouquet de SFR.

## Identité visuelle (logo)

Logo actuel de Crime District depuis le 11 février 2016

### Slogans
- « C'est un crime de ne pas la regarder ! »

## Organisation

### Dirigeants
Directeur général de Mediawan Thematics :
- Vincent Grynbaum

Directrice générale adjointe en charge des contenus :
- Sonia Latoui

Directrice des antennes, de la programmation et des productions chaines documentaires Mediawan Thematics :
- Marie De Maublanc

Directrice adjointe en charge des antennes et de la programmation des chaines documentaires Mediawan Thematics :
- Chloé Jouve

Responsable éditorial :
- William Lefevre

## Diffusion
- Orange : canal 117 (Bouquet Famille, Bouquet Intense)[2]
- SFR : canal 175 (SFR Power / Premium , ET SFR Divertissement)
- Free : canal 202 (Option Pack BIS Prenium)
- Bouygues Telecom : canal 71 (Bouquet divertissement)
- BIS TV : canal  48 (Cinesport)
- Molotov
- Amazon Prime Video
- Watch IT

### Émissions
- Les Enquêtes impossibles
- Les faits Karl Zéro
- Affaires criminelles
- Affaires classées
- I Survived… (États-Unis) (inédit)
- The First 48 (États-Unis) (inédit)
- Dans la peau d'un fugitif (États-Unis) (inédit)
- C'est arrivé près de chez vous ! (États-Unis) (inédit)
- Je connais mon assassin (États-Unis) (inédit)
- Détenus en cavale (Australie) (inédit)
- Traqueurs de fugitifs
- Maton, année zéro (Etats-Unis) (inédit)
- Chéri, je t'ai menti… (Etats-Unis) (inédit)
- Drôles de suspects (Etats-Unis)
- Section 13
- Verdict
- Face au crime
- La France des faits divers
- Police VS Fugitif
- Histoire de gangsters
- J'ai trouvé l'assassin !
- Perdue de vue avec Troy Dunn (Etats-Unis)
- American Takedown (Etats-Unis)
- Beth Holloway mène l'enquête
- Ados sous les verrous
- Docteurs de la Mort
- Dans l'enfer des sectes Polygames
- Infirmières de la Mort (Nurses Who Kill)
- Motive to Murder
- Redemption Project
- Horreur à Los Angeles
- Cold Justice
- Traqueurs détraqués
- Crimes et châtiments
- Panic 9-1-1
- Killer profile
- Long Island : Une saison pour tuer
- Outlaw tech : Les Génies du Crime
- Boston, Police d'élite
- Jo Frost : Histoires d'enfants tueurs
- Révélations
- Murder, Mystery and my Family
- Akil the Fugitive Hunter
- Les Disparus de l'aube
- Active Shooter
- U390
- Face au Miroir
- Jeffrey Dahmer, le Cannibale du Milwaukee
- Nuit blanche
- La Maison de Mariville
- Shopfliters, pris en flag

### Séries
- Cas de divorce

## Audiences
|      | Janvier | Février | Mars | Avril | Mai  | Juin | Juillet | Août | Septembre | Octobre | Novembre | Décembre | Moyenne annuelle |
| ---- | ------- | ------- | ---- | ----- | ---- | ---- | ------- | ---- | --------- | ------- | -------- | -------- | ---------------- |
| 2016 | nc      | 0.1%    | 0.0% | 0.1%  | 0.2% | 0.2% | 0.1%    | 0.2% | 0.3%      | 0.2%    | 0.1%     | 0,3%     | 0,1%             |
| 2017 | 0,1%    | 0.1%    | 0,2% | 0.2%  | 0.3% | 0.3% | 0.2%    | 0.2% | 0.3%      | 0,4%    | 0,5%     | 0,4%     |                  |
| 2018 | 0,3%    | 0,1%    | 0,2% | 0,2%  | 0,1% | 0,2% | 0,3%    | 0,4% | 0,3%      | 0,5%    | 0,4%     | 0,3%     |                  |
| 2019 | 0,1%    | 0.2%    | 0,3% | 0,3%  | 0,3% | 0,2% | 0,2%    |      |           |         |          |          |                  |